# Сан Бенедето (Болцано)
Сан Бенедето је насеље у Италији у округу Болцано, региону Трентино-Јужни Тирол.
Према процени из 2011. у насељу је живело 181 становника. Насеље се налази на надморској висини од 990 м.